# Filarmonica "George Enescu"
La Filarmonica George Enescu è un'istituzione musicale rappresentativa della Romania. Fondata nel 1868, come "Società filarmonica rumena", sotto la guida di Eduard Wachmann, mirava a organizzare un'orchestra sinfonica permanente, al fine di diffondere la cultura musicale e divulgare i capolavori della musica classica. Sotto la direzione del suo iniziatore, la "Società filarmonica rumena" organizzò il primo concerto nel dicembre dello stesso anno.

## Storia
Con l'inaugurazione del palazzo dell'Ateneo rumeno, il 5 marzo 1889, iniziarono a svolgersi dei concerti in questa sala, come accade ancora oggi. L'Ateneo rumeno divenne un emblema della cultura rumena e sede della Filarmonica. Wachmann, che diresse la prima orchestra sinfonica permanente fino al 1907, venne sostituito da Dimitrie Dinicu (1868-1936) e nel 1920 da George Georgescu (1887-1964), un notevole direttore, allievo di Arthur Nikisch e Richard Strauss. Sotto la direzione di George Georgescu, il repertorio venne modernizzato e la Filarmonica entrò nel circuito musicale internazionale partecipando alle prime tournée all'estero e invitando grandi personalità del mondo della musica tra le due guerre come: Jacques Thibaud, Pablo Casals, Igor Stravinsky, Enrico Mainardi, Alfred Cortot, Maurice Ravel, Richard Strauss, Yehudi Menuhin e Herbert von Karajan.
Nel secondo dopoguerra l'istituzione diversificò la sua attività: fu costituito il "Coro Accademico", si costituì un prezioso corpo di solisti (concertisti e cantanti) e varie formazioni da camera (dall'orchestra al trio con pianoforte). Nel 1951 si formò il primo "Quartetto di Solisti Filarmonici", composto dal soprano Emilia Petrescu, dal mezzosoprano Elena Cernei, dal tenore Aurel Alexandrescu e dal basso-baritono Alexandru Voinescu, artisti dalla straordinaria formazione tecnica vocale e stilistica per cui sono stati considerati, dal pubblico e critica, come il "Quartetto d'Oro della Filarmonica".
Dopo la morte di George Enescu, nel 1955, la Filarmonica venne intitolata al suo nome. Alla gestione di questa istituzione musicale si succedettero: Constantin Silvestri, Mircea Basarab, Dumitru Capoianu, Ion Voicu e Mihai Brediceanu.
Oltre agli attuali concerti sinfonici e da camera (circa 300 all'anno), la Filarmonica ha registrato dozzine di LP e CD e ha effettuato numerose tournée in Europa, Asia ed Estremo Oriente, guadagnandosi una meritata reputazione internazionale.
Nel 2010 è stata istituita la Fondazione George Enescu "che mira a sostenere, promuovere e integrare i valori culturali rumeni nel circuito artistico internazionale creando, organizzando e sostenendo eventi artistici con la partecipazione delle personalità più in vista della scena musicale mondiale, continuando una tradizione di eccellenza nell'approccio musicale e allo stesso tempo la riscoperta e la perpetuazione di un clima artistico notevole, nonché il restauro, la conservazione e la capitalizzazione culturale del patrimonio nazionale".

## Numismatica
La Banca nazionale della Romania ha messo in circolazione, a partire dal 16 luglio 2018, in occasione del 150º anniversario dalla fondazione della Filarmonica rumena a Bucarest, una moneta rievocativa, realizzata in argento, del valore nominale di 10 lei. Il titolo della moneta è 999 ‰. La moneta è rotonda, con un diametro di 37 mm, pesa 31,103 grammi ed ha il bordo seghettato.